# Markus Gustafsson (journalist)
Bo Markus Gustafsson, född den 25 april 1973 i Motala, är en svensk journalist och medieentreprenör. 2013 grundande han och Ian Vännman nyhetstjänsten Omni där Gustafsson är vd, chefredaktör och ansvarig utgivare.

## Biografi
Markus Gustafsson började sin journalistiska bana som 15-åring på Skaraborgs Läns Allehanda i Skövde. Han gjorde lumpen som reporter på Värnpliktsnytt och började arbeta extra som reporter på Aftonbladet parallellt med universitetsstudier i Uppsala. 1996 återvände han till Värnpliktsnytt som chefredaktör och ansvarig utgivare. Åren 1997–1998 arbetade han som biträdande pressekreterare åt statsrådet Anna Lindh, som då var miljöminister.
Under åren 1999 till 2010 arbetade Gustafsson på Aftonbladet som biträdande nyhetschef, nyhetschef och editionschef innan han 2010 utsågs till redaktionschef och chef för nyhetsredaktionen.  Åren 2000–2001 tog han paus från Aftonbladet för att under ett år fungera som redaktionschef på affärstidningen Vision som vännen Pontus Schultz hade startat. 
2011 slutade han som redaktionschef på Aftonbladet för ett projekt inom mediekoncernen Schibsted som i branschmedia beskrevs som ”en svensk motsvarighet till Huffington Post”. I november 2013 såg projektet dagens ljus och det var nyhetsappen Omni som lanserades med Gustafsson och Ian Vännman som grundare. Gustafsson är numera vd, chefredaktör och ansvarig utgivare för Omni. 2017 lanserades systertjänsten Omni Ekonomi, för vilken han också är chefredaktör och ansvarig utgivare.

## Utmärkelser
- Nominerad till Stora Journalistpriset 2003 som "Årets Förnyare” [7]

- Nominerad till Stora Journalistpriset 2015 som "Årets Förnyare” [8]